# Заліщицька районна державна адміністрація
Заліщицька районна державна адміністрація (Заліщицька РДА) — колишній орган виконавчої влади в Заліщицькому районі Тернопільської области України.

## Історія
16 грудня 2020 року реорганізована шляхом приєднання до Чортківської райдержадміністрації.

## Структурні підрозділи
- апарат
  - відділ організаційної роботи, інформаційної діяльності та зв'язків з громадськістю;
  - відділ діловодства та контролю
  - відділ юридичної роботи та управління персоналом
  - відділ з питань фінансово-господарського забезпечення
  - відділ ведення Державного реєстру виборців
- сектор архівної роботи
- відділ економічного розвитку, інфраструктури та туризму
- центр надання адміністративних послуг
- відділ з питань державної реєстрації
- відділ містобудування, архітектури та індустрії будівельних матеріалів
- відділ охорони здоров'я та цивільного захисту населення
- відділ з питань освіти, молоді і спорту
- відділ культури, національностей та релігій
- служба з справах дітей
- районний центр соціальних служб для сім'ї, дітей та молоді
- управління соціального захисту населення
- фінансове управління
- відділ з питань агропромислового розвитку

## Особи

### Очільники
Представники Президента України:
| №  | Прізвище, ім'я, по батькові | Термін повноважень |
| -- | --------------------------- | ------------------ |
| 1. |                             |                    |

Голови райдержадміністрації:
| №  | Прізвище, ім'я, по батькові | Термін повноважень                                            |
| -- | --------------------------- | ------------------------------------------------------------- |
| 1. | Олег Барчук                 | 22 червня 2011 — 13 лютого 2014                               |
| 2. | Борис Шипітка               | 4 квітня 2014 — 28 квітня 2015 28 квітня 2015 — 11 липня 2019 |
| 3. | Володимир Шипітко           | 14 квітня 2020 — 12 лютого 2021                               |

### Заступники
- Роман Краснюк — перший заступник,
- Роман Буденний — заступник,
- Володимир Лилик — керівник апарату